# Geomorphologie des Weinviertels
Mit Geomorphologie des Weinviertels bezeichnet man Landschaftsformen und -typen, die im Miozän – etwa 23 bis 5 mya – als Meeresboden und später als Meeresküste entstanden, anschließend angehoben wurden und letztlich im Eiszeitalter überprägt wurden.

## Rahmenbedingungen
In der ausgehenden Kreidezeit drängte der afrikanische Kontinent nach Norden und initiierte die Orogenese der Alpen, wodurch sich das nördliche Alpenvorland gegen Ende des Eozäns absenkte und vom Meer (Paratethys) überflutet wurde. In ufernahen Bereichen lagerten sich rasch Sedimente (Sande, Schotter) der im Aufbau befindlichen Alpen ab und bildeten das Molassebecken, das sich nördlich der Alpen erstreckt. Durch warme Meeresströmungen, die in die Paratethys drangen, kam es zum Ansteigen der Wassertemperatur und zur Invasion von tropischen Meerestieren und -pflanzen.

## Geomorphologie
Mit dem Rückzug des Molassemeeres bildeten sich, beginnend an der Böhmischen Masse, vielfältige, bis heute das Weinviertel prägende Landschaften. Um Eggenburg lagerten sich massenweise abgestorbene Moostierchen ab und bildeten eine meterdicke Kalkschicht, die bis in die Neuzeit als Zogelsdorfer Stein abgebaut wurde. In der Fossilienwelt Weinviertel wurde ein aus dem Meer ragendes Austernriff entdeckt. Die in Zwingendorf und Unterstinkenbrunn liegenden Glaubersalzböden weisen auf Reste dieses ausgetrockneten Meeres hin und am Waschberg und im Marchfeld bilden ehemalige Dünen, die zuvor Meeresboden waren, die Grundlage für den Ackerbau.